# Біббона
Біббона (італ. Bibbona) — муніципалітет в Італії, у регіоні Тоскана,  провінція Ліворно.
Біббона розташована на відстані близько 220 км на північний захід від Рима, 80 км на південний захід від Флоренції, 39 км на південний схід від Ліворно.
Населення — 3157 осіб (2014).
Щорічний фестиваль відбувається 13 січня. Покровитель — святий Варфоломій.

## Демографія
Населення за роками:

Станом на 1 січня 2023 року в муніципалітеті офіційно проживало 375 іноземців з 31 країни, серед них 142 громадяни країн Євросоюзу та 19 громадян України.

## Сусідні муніципалітети
- Казале-Мариттімо
- Кастаньєто-Кардуччі
- Чечина
- Гуардісталло
- Монтекатіні-Валь-ді-Чечина
- Монтеверді-Мариттімо